# Solome Bossa
Solome Balungi Bossa, également appelée  Solomy Balungi Bossa, née le 14 avril 1956, est une juge ougandaise de la Cour pénale internationale (CPI).
Avant son élection à la CPI, en 2017, elle est membre de la Cour d'appel de l'Ouganda, qui fait alors également office de Cour constitutionnelle dans le système judiciaire ougandais. En 2014, elle est élue juge à la Cour africaine des droits de l'homme et des peuples.
En juin 2025, à la CPI, elle fait partie des quatre juges de la CPI sanctionnés par la seconde administration Trump.

## Biographie
Solome Bossa naît le 14 avril 1956 à l'hôpital Nsambya, à Kampala, la capitale de l'Ouganda. Son père, Stanley Walusimbi Ssesanga, est avocat et sa mère femme au foyer.
Solome Bossa fréquente des écoles ougandaises pour ses études primaires et secondaires. En 1976, elle est admise à l'université Makerere, à Kampala, pour y étudier le droit. Elle obtient une licence en droit (LLB) en 1979. Elle obtient ensuite un diplôme de pratique juridique au Centre de développement du droit de Kampala. En 1987, elle obtient un certificat en journalisme juridique du Commonwealth Youth Centre, à Lusaka, en Zambie. Ultérieurement, en 2016, elle complète cette formation par un Master of Laws (LLM) de l'université de Londres, avec une spécialisation en droit international public.
Somole Bossa est chargée de cours au Centre de développement du droit de l'Ouganda de 1981 à 1997. Elle exerce la profession d'avocat de 1988 à 1997, représentant des femmes indigentes et développant l'aide juridique, notamment en tant que présidente de la Société de droit de l'Ouganda. Somole Bossa devient en parallèle une militante très active des droits de l'homme dans les années 1980 et fonde des organisations à but non lucratif, notamment le Centre est-africain pour le développement constitutionnel, le Réseau ougandais sur le VIH, le sida, l'éthique et le droit et la Société de droit de l'Ouganda,.
Elle est juge à la Haute Cour d'Ouganda de 1997 à 2013. Elle devient membre de la Cour de justice de l'Afrique de l'Est pendant cinq ans, de 2001 à 2006. Elle est aussi membre du Tribunal pénal international pour le Rwanda (UNICTR) de 2003 à 2013, , puis juge à la Cour de justice de l'Afrique de l'Est de 2001 à 2006 et au Tribunal pénal international pour le Rwanda de 2003 à 2013. Elle est nommée à la Cour constitutionnelle de l'Ouganda en 2013. En 2014, Solome Bossa est élue juge à la Cour africaine des droits de l'homme et des peuples, pour un mandat de six ans.
En 2014, Solome Bossa fait partie des juges qui annulent la loi anti-homosexualité de l'Ouganda parce qu'elle n'avait pas été adoptée avec le quorum requis. Elle reçoit à ce titre des menaces de mort sur les médias sociaux.
En 2017, Solome Bossa devient candidate à la Cour pénale internationale. Elle y est élue pour un mandat de neuf ans le 5 décembre 2017, et prête serment le 9 mars 2018.
Le 5 juin 2025, la seconde administration de Donald Trump à la tête des États-Unis annonce des sanctions à l'encontre de juges de la CPI dont elle (principales sanctions : interdiction d’entrée sur le sol américain, gel des avoirs détenus aux États-Unis) pour avoir autorisé la CPI à émettre des mandats d’arrêt contre le premier ministre israélien Benyamin Netanyahou, et son ancien ministre de la défense Yoav Gallant. La CPI réagit à cette décision : « Ces mesures constituent une tentative manifeste de porter atteinte à l’indépendance d’une institution judiciaire internationale qui opère sous le mandat de 125 Etats parties du monde entier ».